# Vassil Iliev
Vassil Iliev, 22 janvier 1965 à Kyoustendil et mort le 25 avril 1995 à Sofia, est un criminel, homme d'affaires et ancien lutteur professionnel bulgare.

## Biographie
Vassil Iliev né en 1965 à Kyoustendil en Bulgarie. Il est un temps lutteur professionnel; discipline dans laquelle il devient champion national. Il est à l'époque à la tête de la Fédération nationale bulgare de lutte.

## Carrière criminelle
Après la fin de l’ère communiste en Bulgarie, Iliev et quelques-uns de ses associés émigrent vers la Hongrie, où ils s'engagent dans des activités criminelles de bas étages comme des cambriolages ou des vols de voitures. Avec les richesses accumulées Iliev retourne en Bulgarie où il crée la société VIS ( Vyarnost Investitsii Sigurnost: Loyauté Investissement Sécurité).
Officiellement la société est spécialisée dans la sécurité et les assurances, mais ce n'est qu'une couverture pour cacher des activités criminelles comme l'extorsion, le recel, les assassinats, etc. La société est déclarée illégale en 1994 mais elle continue ses activités sous le nom de VIS-2, (un autre maillon de l'empire criminel d'Iliev) jusqu'en 2006. 
Lorsque la guerre éclate en Serbie, Iliev gagne des millions de dollars en y trafiquant du pétrole, malgré l'embargo imposé par les Nations unies. 
Au pic de ses activités Iliev est considéré comme le chef mafieux le plus puissant des Balkans.[réf. nécessaire]

## Mort
Vassil Iliev est assassiné le 25 avril 1995 à Sofia. Un homme non-identifié ouvre le feu sur sa Mercedes-Benz à la sortie de son restaurant préféré. Le tireur crée un faux accident sur la route pour bloquer la circulation avant d'assassiner sa cible. 
Iliev est une personnalité si importante à l'époque que seulement quelques minutes après sa mort le ministre de l’Intérieur bulgare se rend sur les lieux du crime.
Les gardes du corps d'Iliev étaient dans une voiture séparée du chef et n'étaient pas armés. Ils n'ont pas été blessés mais certaines sources font état d'un garde du corps qui en état de choc défèque dans son pantalon.
À sa mort, le frère de Vassil Iliev, Georgi, également président du club de football du Lokomotiv Plovdiv, prend la tête de VIS-2 mais il est lui-même assassiné par un sniper devant sa discothèque à Sunny Beach en Bulgarie en aout 2005.